# 洛兰-法尔斯特机场
洛兰-法尔斯特机场（丹麥語：Lolland-Falster Lufthavn），又称“马里博机场”，位于丹麦南部的马里博，为洛兰岛和法尔斯特岛服务。该机场目前主要由私人飞机和飞行运动俱乐部使用。
洛兰-法尔斯特机场建于1965年，使用草皮跑道，后来铺设了沥青跑道，并于1984年将跑道加长到现有的1200米。